# Bartolomeu Nadal
Bartolomeu 'Tomeu' Nadal Mesquida (ur. 8 lutego 1989 w Manacor) – hiszpański piłkarz występujący na pozycji bramkarza w Albacete Balompié.